# Pierre Du Guernier
Pierre Du Guernier est un peintre en miniatures et sur émail né à Paris en 1624, et mort dans la même ville le 26 octobre 1674.

## Biographie
Pierre Du Guernier est le fils cadet d'Alexandre Du Guernier, peintre de portraits et peintre en miniatures, et de Marie Dauphin, et le frère de Louis I Du Guernier. Il était le meilleur peintre sur émail de son temps.
Il est reçu à l'Académie royale de peinture et de sculpture le 26 mai 1663.

### Biographie
- Henri Herluison, « Guernier (Pierre Du) », dans Actes d'état-civil d'artistes français, peintres, graveurs, architectes, ...  extraits des registres de l'Hôtel-de-Ville de Paris, détruits dans l'incendie du 24 mai 1871, 1873 (lire en ligne), p. 168-169
- Émile Bellier de La Chavignerie, « Du Guernier (Pierre) », dans Dictionnaire général des artistes de l'École française depuis l'origine des arts du dessin jusqu'à nos jours : architectes, peintres, sculpteurs, graveurs et lithographes, Paris, Librairie Renouard (lire en ligne), p. 471
- (en) Michael Bryan, « Du Guernier, Pierre », dans Bryan's Dictionary of Painters and Engravers, vol. II D - G, New York/London, The Macmillan Company/George Belle and Sons, 1903 (lire en ligne), p. 98